# Кристиан Ернст (Золмс-Барут)
Кристиан Ернст фон Золмс-Барут (на немски: Christian Ernst zu Solms-Baruth; * 1 май 1706 в Барут, Бранденбург; † 6 май 1748 в Барут) е граф на Золмс-Барут.
Той е вторият син на граф Йохан Кристиан I фон Золмс-Барут (1670 – 1726) и съпругата му Хелена Констанция, графиня Хенкел фон Донерсмарк (1677 – 1753), дъщеря на графЕлиас Андреас Хенкел фон Донерсмарк (1632 – 1699), господар на Бойтен-Одерберг, и Барбара Хелен фон Малтцан (1641 – 1726). Брат е на Йохан Карл (1702 – 1735), граф на Золмс-Барут. Сестра му Хелена Емилия (1700 – 1750) се омъжва на 17 март 1722 г. за граф Лудвиг Франц фон Сайн-Витгенщайн-Берлебург-Лудвигсбург (1694 – 1750).
Кристиан Ернст фон Золмс-Барут умира на 6 май 1748 г. в Барутх, Бранденбург, на 42 години.

## Фамилия
Кристиан Ернст се жени на 29 юли 1730 г. за фрайфрау Юлия Хенриета Елеонора фон Моравицки (* 21 април 1705; † 22 декември 1739 в Браниц, Котбус), дъщеря на фрайхер Йохан Хайнрих фон Моравицки-Рудниц († 1754) и Елеонора Йозефа фон Малтцан (1685 – 1775). Бракът е бездетен.
На 19 октомври 1740 г. Кристиан Ернст се жени втори път в Бохумин (Богумин, Одерберг) за графиня Йохана Елеонора Хенкел фон Донерсмарк (* 15 април 1711 в Одерберг; † 6 май 1774 в Цвикау), дъщеря на Йохан Ернст, Хенкел фон Донерсмарк, господар на Одерберг (1673 – 1743) и Анна Катарина фон Щолц (1679 – 1754). Те имат един син:
- Йохан Константин (* 5 септември 1744; † 1 юни 1748)

Вдовицата му Йохана Елеонора Хенкел фон Донерсмарк се омъжва втори път на 17 януари 1750 г. в Одерберг за генерал граф Фридрих Христоф фон Золмс-Вилденфелс (1712 – 1792), син на пруския генерал-майор граф Хайнрих Вилхелм фон Золмс-Вилденфелс (1675 – 1741).